# Battistero di Biella
Il Battistero di Biella è un edificio religioso appartenente della Chiesa cattolica e adibito al Battesimo, dedicato a San Giovanni Battista.

## Struttura

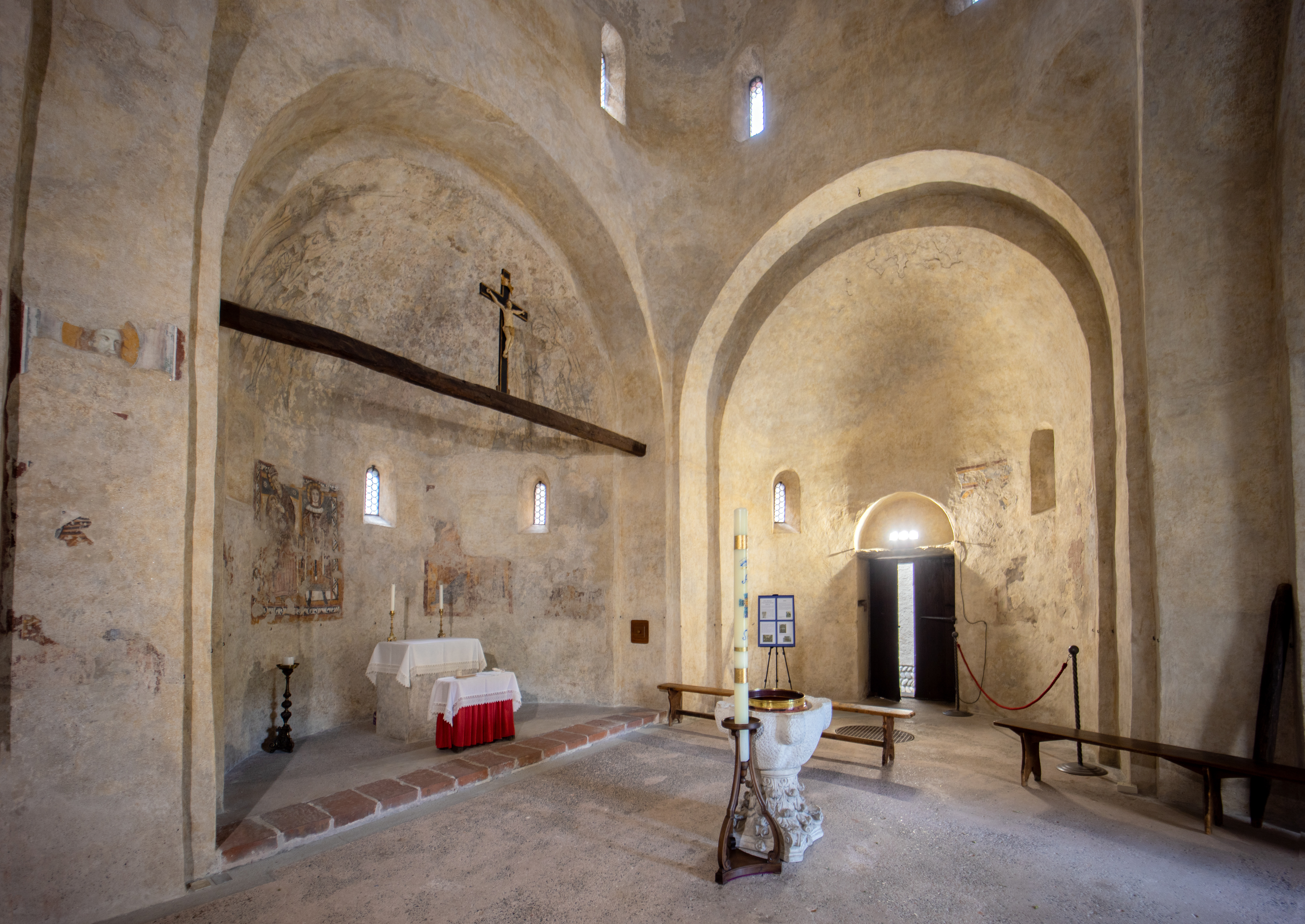
L'interno del battistero

Si tratta di un antico edificio sorto sulle rovine di un preesistente sepolcreto pagano tardo-romano costruito a partire dal IX secolo e successivamente ampliato. 
Il Battistero presenta una struttura in stile prettamente romanico, costruita in ciottoli locali misti a parti in laterizio, a base quadrangolare avente un'abside semicircolare su ciascuno dei lati, separati dai quattro pilastri angolari che sorreggono il tiburio a pianta ottagonale, in conformità con la tradizione cristiana.
Al di sotto del livello del terreno si trova una cripta a croce greca scavata nel 1791.

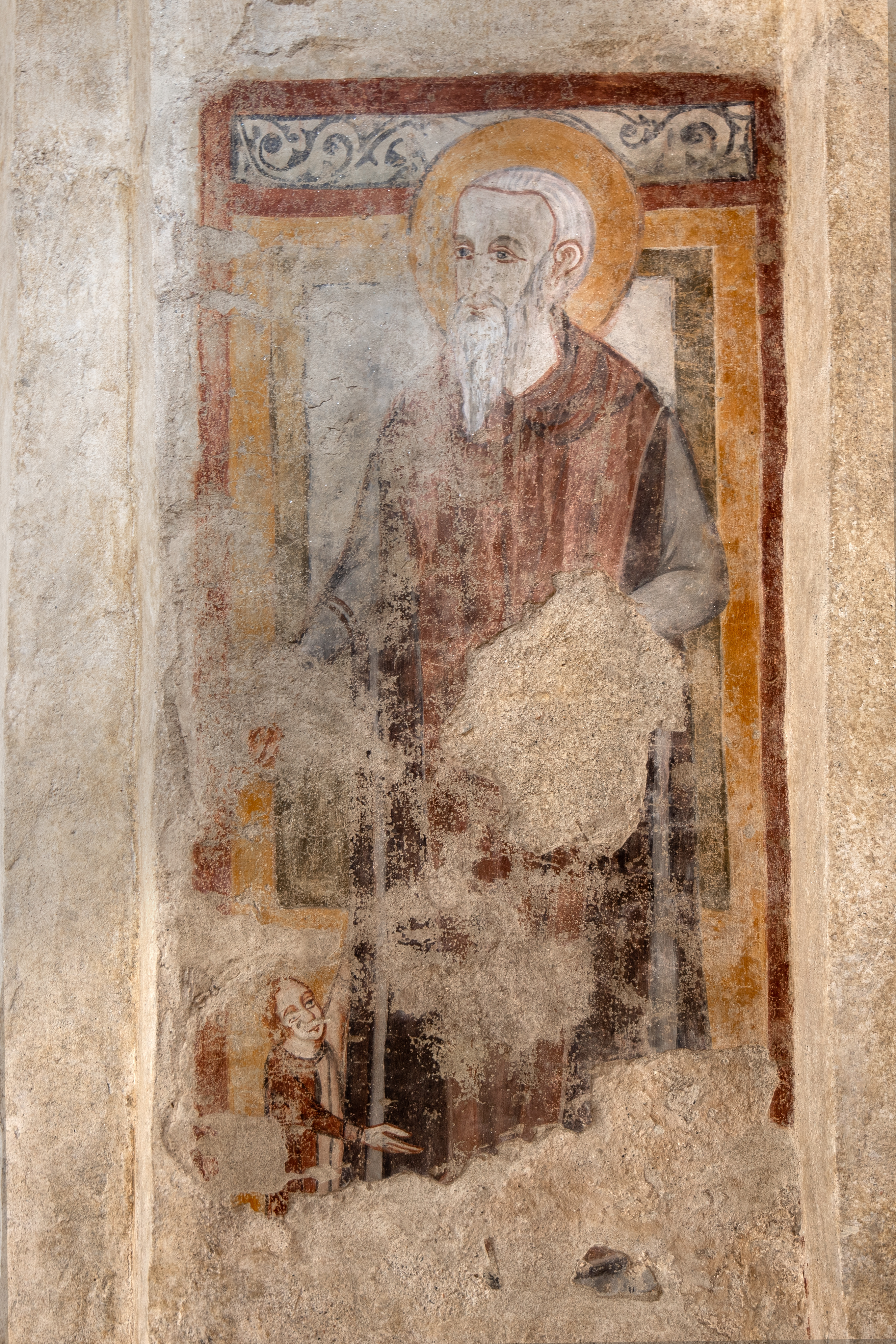
Dettaglio degli affreschi

La struttura è sormontata da un'esile lanterna ad uso campanario ornata di bifore sui quattro lati; il tiburio è invece caratterizzato da una monofora per ciascuna faccia del prisma ottagonale che lo compone, mentre ciascuna abside è ornata da tre monofore, ad eccezione di quella frontale, dove la monofora centrale è sostituita dalla porta d'accesso.
Detta porta è resa celebre dal bassorilievo di età tardo-romana scolpito su pietra dal soggetto discusso, ma certamente di ambito pagano. Il bassorilievo è stato con ogni probabilità recuperato dalle sottostanti tombe romane e ha, in passato, indotto un grande numero di storici a credere che l'intera struttura fosse riadattata da un edificio pagano.
L'aspetto dell'edificio è ingentilito dalle mensole che sorreggono le sporgenze del tetto dell'edificio.
All'interno sono presenti degli affreschi attribuiti al Maestro di Oropa dipinti tra il 1318 e il 1319.

## Collocazione
Il Battistero si colloca nella zona centrale della città di Biella, stretto tra Palazzo Oropa, sede del Comune, e il duomo di Biella, cattedrale della città, dedicata a Santo Stefano. 
Il retro della struttura appare invece visibile da via Italia, l'antica via Umberto I, fulcro della città, accanto alla chiesa della Santissima Trinità.
Per la sua bellezza e il suo significato storico esso è diventato un'icona del patrimonio artistico di Biella.